# Gmina Duszniki
Gmina Duszniki je polská vesnická gmina (správní obvod) v okrese Šamotuly (polsky Szamotuły) ve Velkopolském vojvodství. Sídlem gminy je obec Duszniki. V roce 2021 zde žilo 9 226 obyvatel, z nichž 50,1 % tvoří ženy a 49,9 % muži. Mezi lety 2002 a 2021 se počet obyvatel zvýšil o 14,1 %. Průměrný věk obyvatel je 38,8 let a je o něco nižší než průměrný věk obyvatel Velkopolského vojvodství a nižší než průměrný věk obyvatel celého Polska.
Hustota zalidnění je 59 osob/km².
Gmina má rozlohu 156 km² a zabírá 14 % rozlohy okresu.

## Vesnice
Gmina Duszniki zahrnuje následující vesnice: Brzoza, Ceradz Dolny, Chełminko, Duszniki, Grodziszczko, Grzebienisko, Kunowo, Mieściska, Młynkowo, Niewierz, Podrzewie, Sarbia, Sędzinko, Sędziny, Sękowo, Wierzeja, Wilczyna, Wilkowo, Zakrzewko a Zalesie.

## Sousední gminy
Gmina Duszniki sousedí s gminami Buk, Kaźmierz, Kuślin, Lwówek, Opalenica, Pniewy a Tarnowo Podgórne.
| Růžice kompasu | Pniewy |                | Kaźmierz         | Růžice kompasu |
| Růžice kompasu | Lwówek | Sever          | Tarnowo Podgórne | Růžice kompasu |
| Růžice kompasu | Lwówek | Gmina Duszniki | Tarnowo Podgórne | Růžice kompasu |
| Růžice kompasu | Lwówek | Jih            | Tarnowo Podgórne | Růžice kompasu |
| Růžice kompasu | Kuślin | Opalenica      | Buk              | Růžice kompasu |